# اسپانیولا (نیومکزیکو)
اسپانیولا (به انگلیسی: Española) شهری در ایالت نیومکزیکو کشور ایالات متحده آمریکا است که جمعیت آن در سرشماری سال ۲۰۱۰ میلادی، ۱۰٬۲۲۴ نفر بوده‌است.